# Xantus Gyula (festő)
Xantus Gyula (Borosbenedek, 1919. december 28. – Budapest, 1993. december 29.) festő, egyetemi tanár.

## Élete
1946-ban végzett a Magyar Képzőművészeti Főiskolán. Mesterei voltak: Szőnyi István, Varga Nándor. 1947-től 1950-ig középiskolai tanár volt, 1950-től 1954-ig a Budapesti Pedagógiai Főiskolán tanított, 1954-től a Pedagógiai Tudományos Intézetnél dolgozott. 1960-tól 1962-ig vezette az Országos Pedagógiai Intézet Vizuális Nevelési Tanszékét, 1963-tól nyugállományba vonulásáig a Magyar Képzőművészeti Főiskolán tanított. Számos műve szerepel közgyűjteményekben. Elhunyt 1993. december 29-én, örök nyugalomra helyezék 1994. január 24-én a Farkasréti temetőben.

## Díjak, elismerések
- 1963: Kiváló Népművelő kitüntetés
- 1968: SZOT-díj
- 1969: Székely Bertalan-díj és emlékérem
- 1979: Munka Érdemrend ezüst fokozata

## Egyéni kiállítások
- 1954 • Fényes Adolf Terem, Budapest
- 1957 • Csók Galéria, Budapest
- 1961, 1962 • Tornyai János Múzeum, Hódmezővásárhely • Déri Múzeum, Debrecen • Janus Pannonius Múzeum, Pécs • Kuny Domonkos Múzeum, Tata
- 1963 • Bakony Múzeum, Veszprém
- 1967 • Helytörténeti Múzeum, Tokaj
- 1968 • Ernst Múzeum, Budapest • Bolyai János Gimnázium Iskolagaléria, Salgótarján
- 1969 • Újdelhi • Katmandu • Bagdad
- 1970 • Veszprém
- 1972 • Csók Galéria, Budapest • Nehézipari Műszaki Egyetem, Miskolc
- 1973 • Városi Tanács Klubja, Oroszlány • Hazafias Népfront VI. ker. Klubja, Budapest • Kulich Gyula Tízek Ifjúsági Klubja, Békéscsaba
- 1974 • Művelődési Ház, Pécs • Mednyánszky Terem, Budapest
- 1975 • Mohács • Szigetvár • Somogyapáti • Siklós
- 1977 • Ernst Múzeum, Budapest • Vaszary Terem, Kaposvár • Művelődési Központ, Nyíregyháza • Alkaloida Gyógyszergyár Klubja, Tiszavasvári • Kisvárda • Mátészalka • Vásárosnamény
- 1978 • Művelődési Ház, Tokaj • Rákóczi Vármúzeum, Szerencs • Gutenberg Művelődési Ház, Budapest
- 1979 • Városi Kiállítóterem, Kazincbarcika • Benczúr Terem, Nyíregyháza • Építők Műszaki Klubja, Budapest
- 1980 • Goldberger Művelődési Ház, Budapest • Mini Galéria, Újpest • Kápolnatárlat, Boglárlelle
- 1981 • Kossuth Múzeum, Cegléd • Fővárosi Művelődési Ház, Budapest • Rábaközi Múzeum, Kapuvár
- 1982 • Xantus János Múzeum, Győr • Néprajzi és Helytörténeti Múzeum, Csorna
- 1983 • Vigadó Galéria, Budapest • Csók Galéria, Budapest • Művelődési Ház, Biharkeresztes • Városi Kiállítóterem, Mosonmagyaróvár
- 1984 • Fáklya Klub, Budapest • Vármúzeum, Simontornya, Helyőrségi Művelődési Ház • Debreceni Orvostudományi Egyetem, Debrecen • Rakamaz • Medgyessy Terem • Művelődési Központ, Nyíregyháza • Művelődési Központ, Fehérgyarmat • Művelődési Ház, Vásárosnamény • Városi Tanács díszterme, Kisújszállás
- 1985 • Báthory Múzeum, Nyírbátor • Művelődési Központ, Nagykálló • Művelődési Központ, Kecskemét
- 1986 • Bihari Múzeum, Berettyóújfalu
- 1989 • Vigadó Galéria, Budapest
- 1991 • Művelődési Ház, Berettyóújfalu
- 1992 • Gépipari és Automatizálási Főiskola, Kecskemét.

## Köztéri művei
- secco (Tokaj, római katolikus templom)